# Albus (moneta)
Albus – niemiecka moneta o wartości 1 grosza bita od połowy XIV w. do XVIII w., najpierw w Dolnej Nadrenii, jako główna moneta srebrna nawiązująca typologicznie do grosza turońskiego, później rozpowszechniona dzięki uniom monetarnym w Westfalii i Hesji. Albus równał się 24 denarom lub 2 szylingom. W stosunku do złotych monet jego wartość odpowiadała:
- 1/24 guldena w 1444 r.
- 1/26 i 1/38 guldena w 1587 r.

W Kolonii w stosunku do talara wartość albusa odpowiadała:
- 1/60 w 1579 r.,
- 1/80 w 1658 r.

Albus znany był w Trewirze pod nazwą petermännchen. W Moguncji funkcjonowało określenie albus kołowy, od herbu w kształcie koła.
Albusy spotykane były często w skarbach ukrytych na terenach Polskich z przełomu XVI i XVII wieku.